# Грімальді (комуна)
Гримальді, Ґрімальді (італ. Grimaldi) — муніципалітет в Італії, у регіоні Калабрія,  провінція Козенца.
Гримальді розташоване на відстані близько 440 км на південний схід від Рима, 45 км на північний захід від Катандзаро, 17 км на південь від Козенци.
Населення — 1697 осіб (2014).
Щорічний фестиваль відбувається 29 червня. Покровитель — S.S.Pietro.

## Демографія
Населення за роками:

Станом на 1 січня 2023 року в муніципалітеті офіційно проживали 23 іноземці з 9 країн, серед них 8 громадян країн Євросоюзу.

## Сусідні муніципалітети
- Аєлло-Калабро
- Альтілія
- Доманіко
- Лаго
- Маліто
- Мартірано